# Messaggio subliminale
Messaggio subliminale (dal latino sub, sotto, e limen, soglia, in riferimento al confine del pensiero conscio) è un termine mutuato dal linguaggio della pubblicità. In psicologia si riferisce a un'informazione che il cervello di una persona assimilerebbe a livello inconscio.

## Storia
Si cominciò a parlare pubblicamente di messaggi subliminali nel 1957 quando Vance Packard pubblicò il libro I persuasori occulti. Poco dopo James Vicary rese pubblici i risultati di un suo studio in cui egli affermava che gli avventori di un cinema in cui venivano inseriti brevi messaggi subliminali di tipo pubblicitario nei fotogrammi del film ("bevi Coca-Cola" e "mangia popcorn") aumentavano effettivamente i consumi dei prodotti in questione. Nel 1962 Vicary confessò la sua truffa: addirittura l'esperimento del cinema non era mai avvenuto. Vicary ammise più volte che si era inventato tutto di sana pianta per salvare la sua attività di consulente pubblicitario che stava andando a rotoli. Oggi, a cinquant'anni dall'esperimento, la storia di Vicary ha assunto toni folkloristici.
Sebbene per un certo periodo le agenzie pubblicitarie abbiano mostrato interesse per questo possibile metodo di condizionamento, oggi quasi nessuno si affida a tali metodi per condizionare gli acquisti dei potenziali clienti, anche se rimangono diffuse numerose teorie cospirative sul fenomeno.
Per Anthony Pratkanis ed Elliot Aronson, sotto molto aspetti, il clamore sugli influssi subliminali esprime quello che molti di noi temono di più ovvero la possibilità di essere persuasi e condizionati da una vera forza misteriosa e irresistibile.

## Caratteristiche
Il messaggio è trasmesso attraverso scritte, suoni o immagini che trattano un qualsiasi argomento che nasconde al suo interno - come in un codice cifrato - ulteriori frasi o immagini avulse dal contesto iniziale che rimarrebbero inconsapevolmente nella memoria dell'osservatore.
Alcuni studi mostrano che i messaggi subliminali stimolano alcune specifiche aree del cervello, tuttavia la gran parte delle ricerche scientifiche svolte in merito ha rilevato che tali messaggi non producono alcun effetto marcato e/o duraturo nel comportamento umano.
Laddove si registra un qualche effetto si tratta di studi non riproducibili oppure viziati da un approccio metodologico sbagliato (mancanza di gruppi di controllo o di procedure in "doppio cieco") o comunque di scarso rigore scientifico.
Essenzialmente lo scopo di un messaggio subliminale sarebbe, se inserito nei comunicati pubblicitari, di invogliare il consumatore ad acquistare uno specifico prodotto. Oppure, attraverso la scrittura e la grafica in genere ed anche attraverso il suono, potrebbe servire a propagandare pensieri ed ideologie di qualsiasi natura, compresa la propaganda politica e/o elettorale. Alcuni stimoli che raggiungono il subconscio possono avere un qualche piccolo effetto sulle emozioni ed il comportamento, ma è da sottolineare il fatto che ad oggi non è provata alcuna efficacia di questi messaggi nascosti nelle pubblicità.

## Tipologia

### Messaggi scritti
In una frase, paragrafo o testo possono nascondersi dei messaggi rintracciabili ed evidenziabili solo leggendo la medesima frase al contrario o solo le iniziali di ogni parola oppure ancora le iniziali della riga. I modi e le tecniche possono essere i più disparati. Per esempio la parola fnord, derivata dalla Trilogia degli Illuminati di R. Shea e R.A. Wilson, è spesso sinonimo di messaggio subliminale.

### Fotogrammi

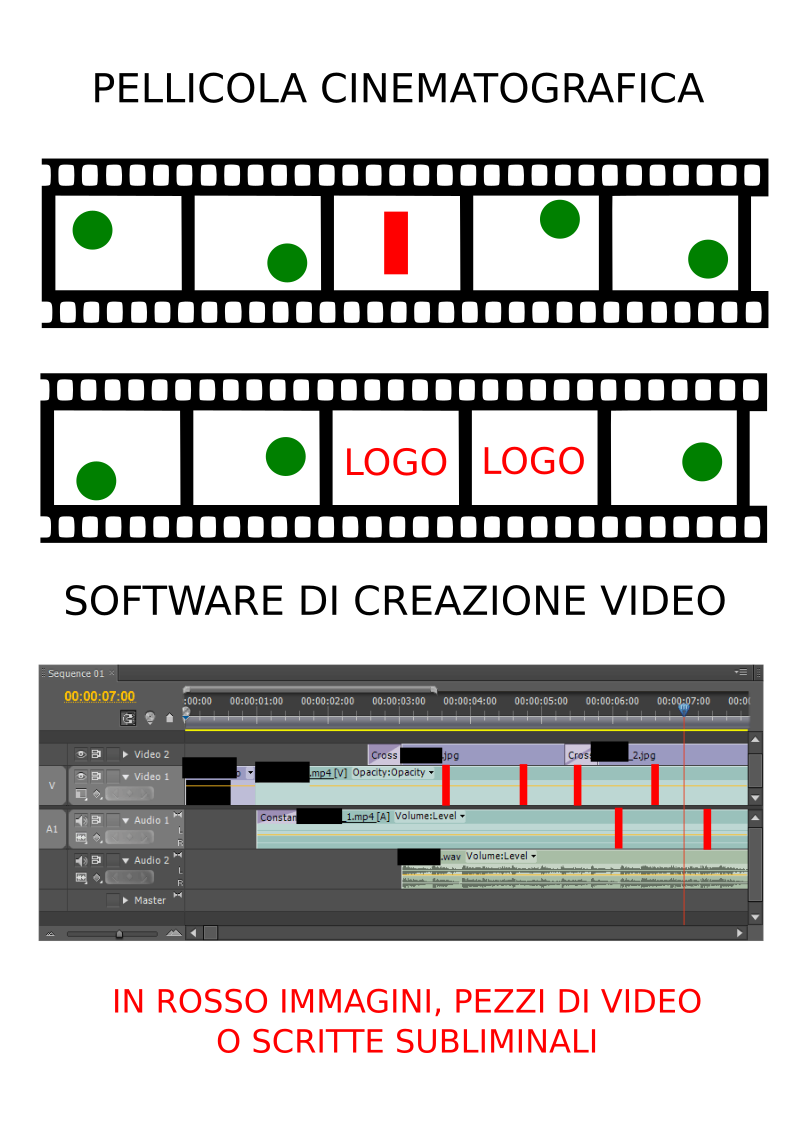
Fotogrammi subliminali

### Immagini

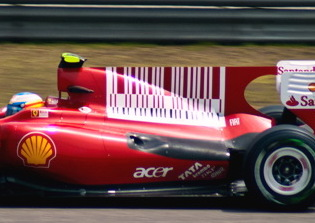
Pubblicità subliminale di Marlboro sulla Ferrari, poi rimossa
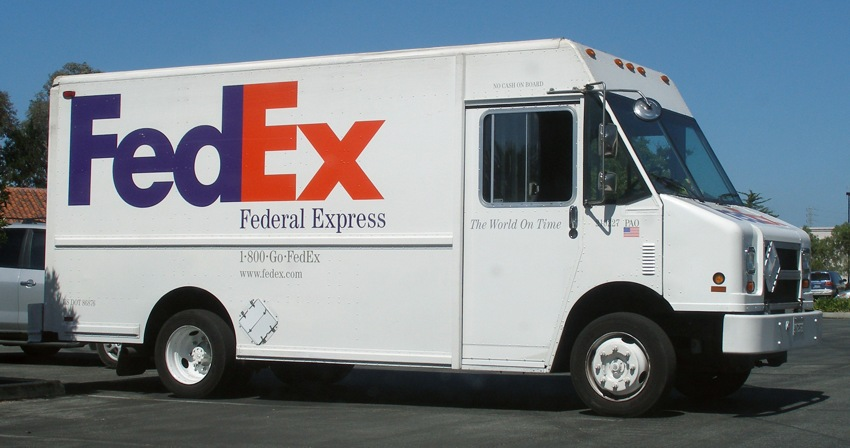
Il logo di FedEx ha una freccia nascosta tra la E e la X
Lo spazio bianco nel logo NBC crea un pavone[15]
La freccia nel logo Amazon punta dalla A alla Z, riferendosi a tutto ciò che è disponibile su Amazon.com, e funge anche da sorriso soddisfatto[15]
L'azienda ha creato una faccia ammiccante tra "L" e "G."

### Messaggi sonori
È noto che l'orecchio e l'occhio umano sono in grado di percepire una determinata gamma di frequenze d'onda. Come qualunque gamma di valori, questo intervallo ammette un certo errore in eccesso e in difetto, sia all'estremo superiore che inferiore, non avendo senso dare una misura senza una relativa dispersione.
È altresì noto che fra la ricezione del segnale visivo o sonoro nell'organo e la sua rielaborazione cerebrale intercorre un tempo finito, seppure molto breve: anche in questo caso, non avrebbe senso fisico postulare due azioni simultanee agenti a distanza.
Può quindi essere definita una gamma ristretta di frequenze d'onda e di tempo (sia audio che video) percepite dalla vista o dall'udito, ma non interpretate dal cervello, quindi saranno presenti nell'inconscio come messaggi subliminali ma la persona non si renderà conto di averli assimilati.

## Nell'arte

### Musica
Alcuni hanno sostenuto di aver trovato messaggi subliminali anche nella musica. Essi ritengono di aver trovato messaggi di varia natura; commerciale, promozionale, scherzosa, ma anche di natura satanista e istigante al suicidio, all'omicidio oppure all'uso di sostanze stupefacenti. Questi ultimi tre sono i tipi di messaggi che più hanno attirato l'attenzione dei mass media e del pubblico e hanno reso oggetto di critica gruppi musicali come Beatles, Queen, Led Zeppelin, Judas Priest e altri.
Alcuni messaggi nascosti si troverebbero anche nelle copertine degli album dei Beatles: ad esempio la celebre copertina di Abbey Road. Ad esempio il brano Better by You Better Than Me spinse i Judas Priest in tribunale con l'accusa di aver istigato due ragazzi al suicidio, dato che alcuni critici avvertirono nella registrazione l'esclamazione "Do It! Do It! " ("Fallo! Fallo!").
In realtà questi presunti messaggi sono frutto di interpretazioni personali riconducibili a fenomeni di pareidolia acustica il fatto che la maggior parte di questi casi sia emerso con la tecnica del backmasking, ovvero ascoltando alla rovescia le registrazioni, rende del tutto inattendibile - e mai provato - che simili messaggi esistano e possano mai raggiungere la coscienza dell'ascoltatore e influenzarlo.

### Televisione
I messaggi subliminali sono anche al centro di un episodio di Colombo, "Alibi calibro 22", in uno dell'anime Occhi di gatto, "Mistero nella notte", nonché in uno de I Simpson, "Party Posse: Musica e Follia". Nel 2018 in Masha e Orso, la puntata “Vietato passare” diventava perfino un caso diplomatico.

### Cinema d'animazione
A partire dalla metà degli anni 90, in diverse scene di animazione della Disney erano emerse delle immagini subliminali più o meno esplicite in diversi e noti lungometraggi. Dopo che nel 2004 si concludeva una causa per satanismo, distribuzione di immagini pornografiche e istigazione alla cocaina; con il pagamento di 70 milioni di dollari; c’erano state delle burle che coinvolgevano anche produzioni più recenti.